# Anna Kournikova (vírus de computador)
O vírus Anna Kournikova (também conhecido como VBS.OnTheFly, VBS/SST, e VBS_Kalamar) foi um worm de computador que surgiu em fevereiro de 2001. Disfarçado como um anexo de e-mail supostamente contendo uma foto da tenista russa Anna Kournikova, o worm explorou a curiosidade dos usuários para se propagar. Ao abrir o anexo, o worm se replicou enviando a si mesmo para todos os contatos no catálogo de endereços do Microsoft Outlook da vítima, causando interrupções generalizadas de e-mail. Ao contrário de alguns outros vírus de sua época, ele não causou danos diretos a arquivos ou sistemas.
O worm foi criado por Jan de Wit, um estudante holandês de 20 anos, usando um programa Visual Basic Worm Generator desenvolvido por um programador argentino conhecido como [K]Alamar. De Wit lançou o worm em 11 de fevereiro de 2001, e ele rapidamente infectou milhões de computadores em todo o mundo. Mais tarde, ele se entregou às autoridades, afirmando que sua intenção era destacar vulnerabilidades de segurança em vez de causar danos. De Wit foi posteriormente condenado e sentenciado a 150 horas de serviço comunitário.

## Contexto

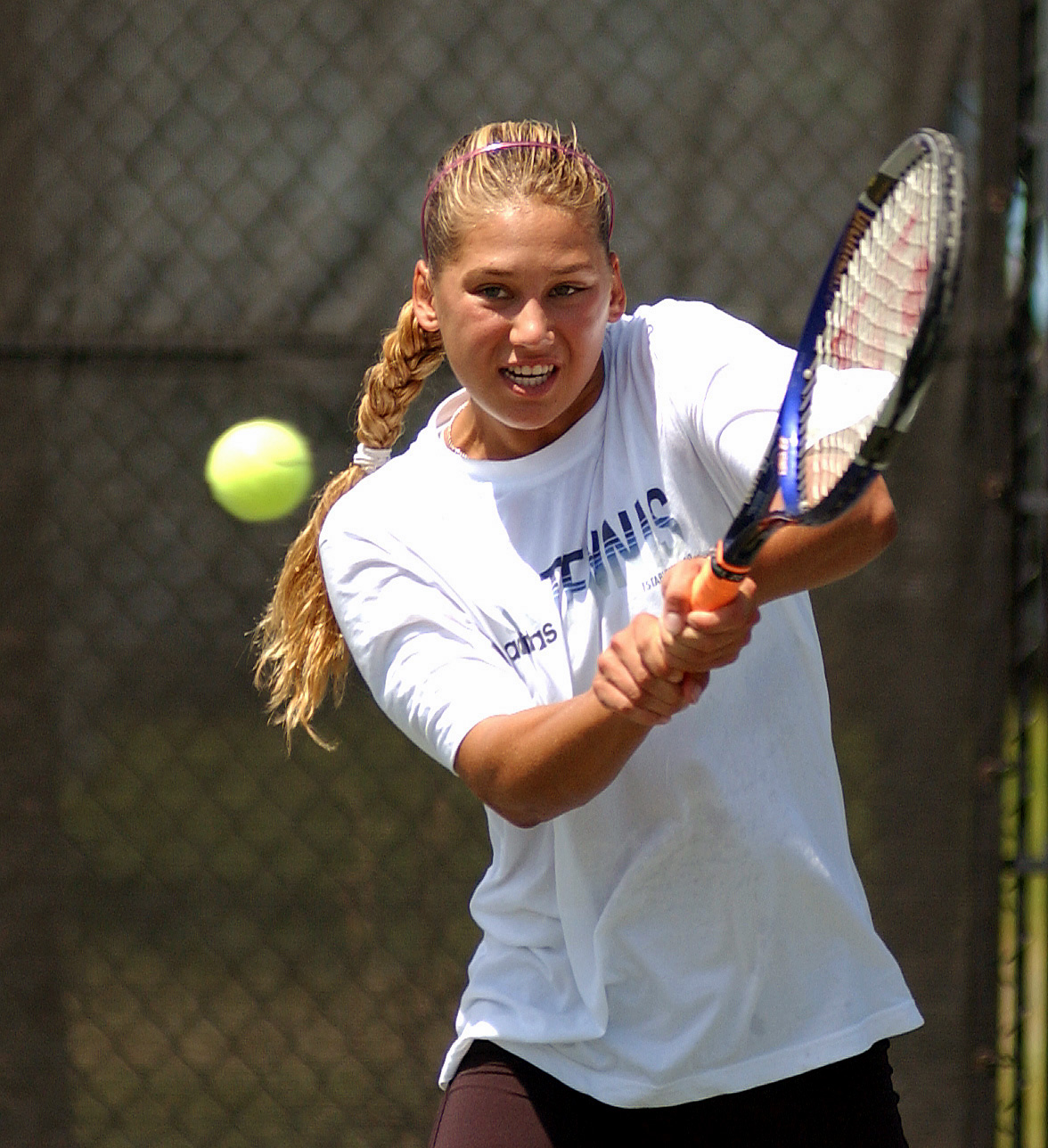
Anna Kournikova, homônima do vírus

O vírus foi criado pelo estudante holandês de 20 anos Jan de Wit, que usou o pseudônimo "OnTheFly", em 11 de fevereiro de 2001. Ele foi projetado para enganar usuários de e-mail para abrir um anexo de e-mail, ostensivamente uma imagem da tenista russa Anna Kournikova, mas escondendo um programa malicioso. O vírus chegou em um e-mail com o assunto "Aqui você tem, ;0)" e um arquivo anexado intitulado AnnaKournikova.jpg.vbs. Quando aberto no Microsoft Outlook, o arquivo não exibia uma imagem de Kournikova, mas lançava um programa VBScript viral que se encaminhava para todos os contatos no catálogo de endereços da vítima.
De Wit criou Anna Kournikova em questão de horas usando um programa Gerador de Worms em Visual Basic online simples escrito por um programador argentino chamado [K]Alamar. "O jovem havia baixado um programa no domingo, 11 de fevereiro, da Internet e mais tarde no mesmo dia, por volta das 15h, soltou o vírus em um grupo de notícias." Embora o vírus Anna Kournikova não tenha corrompido os dados nos computadores infectados, ao contrário do vírus semelhante ILOVEYOU que havia atacado um ano antes, em 2000, ele infectou os computadores de milhões de usuários e causou problemas em servidores de e-mail em todo o mundo.

## Condenação
David L. Smith (o autor do vírus Melissa de 1999, que estava sob custódia do FBI na época) auxiliou o FBI a rastrear a identidade de De Wit. De Wit se entregou à polícia em sua cidade natal, Sneek, em 14 de fevereiro de 2001, depois de postar uma confissão em um site e um grupo de notícias dedicados à tenista (alt.binaries.anna-kournikova), datada de 13 de fevereiro. Ele admitiu a criação do vírus usando um kit de ferramentas e disse que suas motivações eram ver se a comunidade de TI havia desenvolvido melhor segurança do sistema após infecções anteriores por vírus. Ele também atribuiu a culpa pela taxa de disseminação do vírus à beleza de Kournikova e culpou aqueles que abriram o e-mail, escrevendo: "é culpa deles que foram infectados."
Poucos dias após o lançamento do vírus, o prefeito de Sneek, Sieboldt Hartkamp, fez uma oferta de emprego provisória a De Wit no departamento de TI da administração local, dizendo que a cidade deveria se orgulhar de ter produzido um jovem tão talentoso.
De Wit foi julgado em Leeuwarden e foi acusado de espalhar dados em uma rede de computadores com a intenção de causar danos, um crime que acarretava uma pena máxima de quatro anos de prisão e uma multa de 100.000 florins (na época equivalente a 41 300 dólares). Seus advogados pediram a rejeição das acusações contra ele, argumentando que o vírus causou danos mínimos. O FBI apresentou evidências ao tribunal holandês, sugerindo que 166 000 dólares em danos foram causados pelo vírus. Negando qualquer intenção de causar danos, De Wit foi condenado a 150 horas de serviço comunitário.
O programador de 18 anos de Buenos Aires que criou o kit de ferramentas Worm Generator removeu os arquivos do aplicativo de seu site no final de fevereiro de 2001. Em uma entrevista, ele disse que seus amigos o encorajaram a fazer isso depois de ouvir seu pseudônimo na televisão.